# Pin Gal
«Pin Gal» (titulado «La chica de los bolos» en Hispanoamérica) es el decimoséptimo episodio de la trigésimo cuarta temporada de la serie de televisión de animación estadounidense Los Simpson, y el 745 en total. Se emitió en los Estados Unidos en Fox el 19 de marzo de 2023. El episodio fue dirigido por Chris Clements y escrito por Jeff Westbrook.
En este episodio, Marge debe ganar una partida de bolos para salvar la bolera del pueblo, pero se encuentra con alguien de su pasado. Las estrellas invitadas Albert Brooks y Fred Armisen retoman sus papeles anteriores. El episodio recibió críticas positivas.

## Trama
Homer se entera de que Barney's Bowlarama va a cerrar definitivamente. Homer y sus compañeros de bolera intentan convencer al dueño para que no la venda, pero éste ya se la ha vendido a Terrence, a quien le gusta la estética. Planea cerrar la bolera y convertirla en un lugar para hipsters. Homer le pide una semana para demostrar que a la gente del pueblo le gusta la bolera. Terrence accede, pero Homer no lo consigue. Más tarde, Homer y Marge van a la bolera donde él y Terrence ven que Marge juega bien a los bolos. Terrence ofrece mantener la bolera abierta si Marge puede derrotar a un jugador de bolos elegido por Terrence, y Marge acepta.
Mientras practica, Marge ve una foto de Jacques en la pared y empieza a jugar mal. Homer decide traer a Jacques para que la entrene. Jacques le dice a Marge que la entrenará y que no intentará reanudar su anterior encuentro romántico. Sin embargo, Jacques sigue tentando a Marge. El abuelo se da cuenta de las interacciones entre Jacques y Marge.
El abuelo le muestra a Homer las publicaciones de Jacques en las redes sociales, que muestran sus encuentros con otras jugadoras de bolos. Homer va al apartamento de Jacques, que está cubierto de fotos de Marge. Él y Jacques se pelean hasta que llega Marge y confiesa su encuentro anterior. Homer perdona a Marge y se marchan. En la partida de bolos, Terrence elige a Jacques como oponente de Marge. Marge gana una reñida partida y Jacques es deportado por tener el visado caducado. Terrence accede a mantener abierta la bolera, pero sólo con una pista disponible, para crear artificialmente un largo período de espera.

## Producción
Albert Brooks volvió a interpretar el papel de Jacques. Brooks apareció previamente en este papel en el episodio de la primera temporada «Life on the Fast Lane». Brooks ha interpretado a varios personajes a lo largo de la serie. Como de costumbre, fue acreditado como «A. Brooks». Fred Armisen volvió a interpretar a Terrence. Armisen apareció por primera vez en este papel en el episodio de la vigésimo cuarta temporada «The Day the Earth Stood Cool».
Los espectadores se dieron cuenta de un error de continuidad porque Marge ya le había contado a Homer el interés de Jacques por Marge en el episodio de la sexta temporada «Another Simpsons Clip Show». Sin embargo, el productor ejecutivo Al Jean declaró que los episodios del clip show no eran canon. Además, se eliminó definitivamente la máquina de tabaco de la taberna de Moe, que había aparecido desde el principio de la serie. Jean declaró que en futuros episodios aparecería un objeto de sustitución.

## Recepción

### Audiencia
El episodio obtuvo una audiencia de 0,23 y fue visto por 0,86 millones de espectadores, siendo el programa más visto de Fox esa noche.

### Respuesta de la crítica
Tony Sokol de Den of Geek dio al episodio 4,5 de 5 estrellas. Pensó que todo el episodio fue «entretenido». Destacó las bromas de fondo protagonizadas por Hans Moleman y Fat Tony. También elogió la actuación de Albert Brooks. John Schwarz de Bubbleblabber calificó el episodio con un 8 sobre 10. Destacó las escenas retrospectivas y las actuaciones de Brooks y Armisen. También opinó que el impacto de Jacques en la relación de Homer y Marge no fue tan efectivo después de los muchos episodios en los que Homer y Marge fueron tentados románticamente desde que Jacques apareció por primera vez.